# Église Saint-Nicolas de Radojevo
Pour les articles homonymes, voir Église Saint-Nicolas.
L'église Saint-Nicolas de Radojevo (en serbe cyrillique : Црква Светог Николе у Радојеву ; en serbe latin : Crkva Svetog Nikole u Radojevu) est une église orthodoxe serbe située à Radojevo, dans la province autonome de Voïvodine, dans la municipalité de Nova Crnja et dans le district du Banat central en Serbie. Elle est inscrite sur la liste des monuments culturels protégés de la république de Serbie (identifiant no SK 1993),.

## Présentation
L'église Saint-Nicolas a été construite en 1841 dans un style néo-classique. L'édifice est constitué d'une nef unique prolongée d'une abside. La façade occidentale est dominée par un clocher surmonté d'un bulbe.
À l'intérieur, une fresque, représentant Dieu le Père et les évangélistes, a été peinte au milieu du XIXe siècle par Nikola Aleksić. L'iconostase est l'œuvre de graveurs sur bois de la première moitié du XIXe ; elle est ornée de 34 icônes dues à Aleksić et réalisées en 1858.

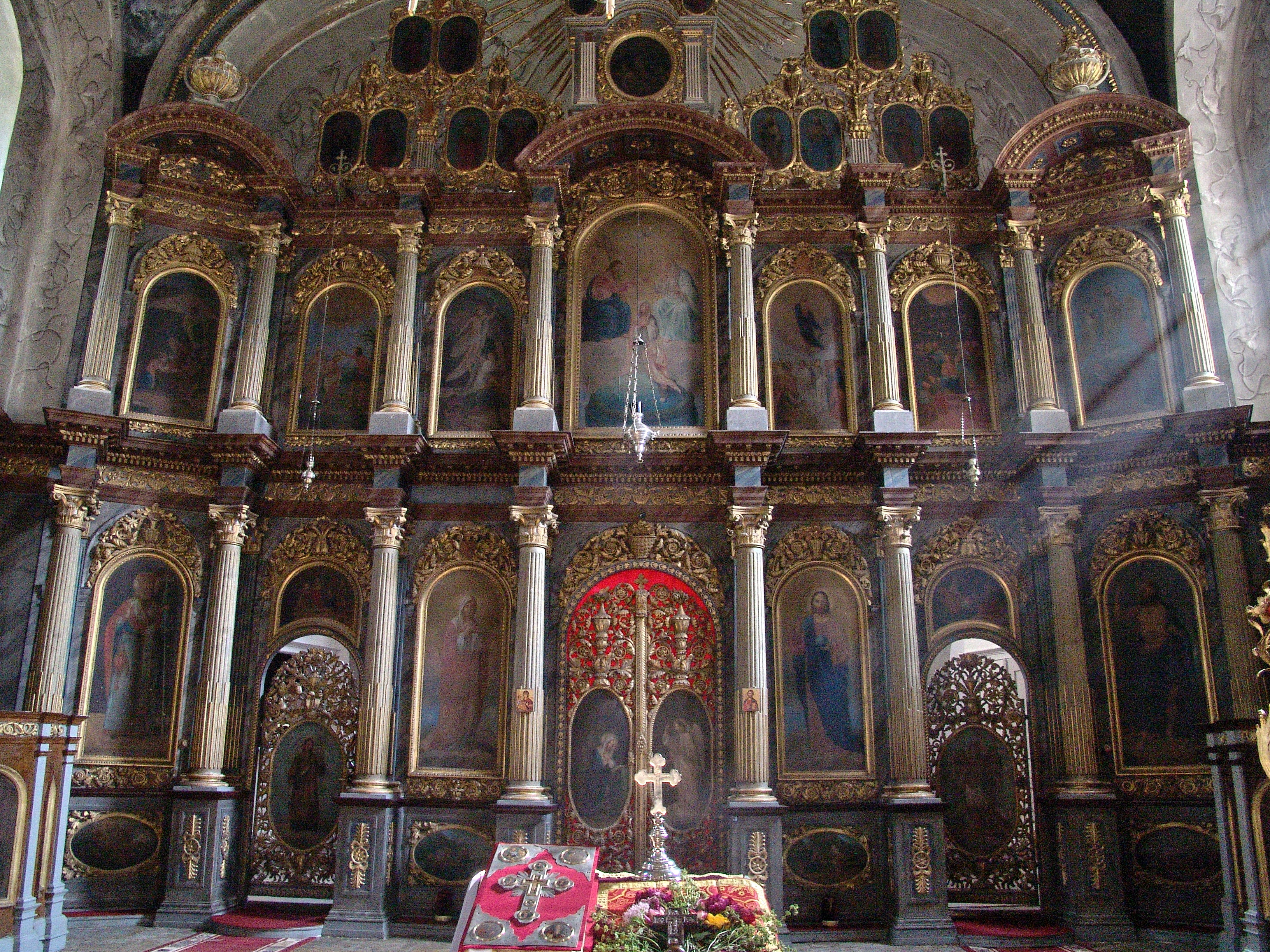
L'iconostase de l'église.